# 巴爾博亞 (考卡省)
巴爾博亞（西班牙語：Balboa）是哥倫比亞的城鎮，位於該國西南部，由考卡省負責管轄，始建於1967年10月20日，面積402平方公里，海拔高度1,700米，2005年人口23,699。